# Kjell Westö
Kjell Westö (ur. 6 sierpnia 1961 w Helsinkach) – szwedzkojęzyczny, fiński prozaik, poeta, eseista i dziennikarz.

## Biografia
Pochodzi z rodziny należącej do szwedzkojęzycznej mniejszości w Finlandii, toteż język szwedzki jest jego językiem ojczystym, jednak od dziecka uczył się fińskiego, który zna biegle. Studiował dziennikarstwo na Szwedzkiej Wyższej Szkole Społecznej w Helsinkach oraz literaturę na Uniwersytecie Helsińskim. W młodości pracował jako dziennikarz helsińskich gazet Hufvudstadsbladet, Ny Tid oraz czasopism literackich.

## Twórczość
Twórczość literacką zaczął jako poeta, zadebiutował wydanym w 1986 roku tomikiem Tango orange. Pisał również opowiadania, czego owocem był zbiór „Wysypka” (Utslag, 1989). W 1996 roku zadebiutował jak prozaik powieścią Latawce nad Helsinkami (szw. Drakarna över Helsingfors). Wraz z kolejnymi powieściami Niebezpieczeństwo bycia Skrake (szw. Vådan av att vara Skrake, 2000), Gdzie chodziliśmy pewnego razu (szw. Där vi en gång gått, 2006), Nie wychodź sam w nocy (Gå inte ensam ut i natten, 2009) tworzy ona serię portretującą Helsinki w XX wieku i przemiany społeczne w fińskim w Finlandii.
Powracające motywy prozy Kjella Westö to ewolucja fińskiego społeczeństwa, wojna domowa w Finlandii, losy jednostek wobec historii i polityki, a także życie szwedzkojęzycznej mniejszości w Helsinkach.
Powieści i zbiory opowiadań (wybór):
- 1986 – Tango orange
- 1989 – Utslag och andra noveller
- 1992 – Fallet Bruus
- 1996 – Drakarna över Helsingfors
- 1998 – Metropol (razem z Kristofferem Albrechtem)
- 2000 – Vådan av att vara Skrake
- 2002 – Lang (polskie tłumaczenie: Tadeusz Szczepański, wyd. słowo/obraz terytoria, 2005)
- 2004 – Lugna favoriter
- 2006 – Där vi en gång gått
- 2009 – Gå inte ensam ut i natten
- 2011 – Sprickor
- 2013 – Hägring 38
- 2017 – Den svavelgula himlen (w Polsce ukazało się jako "Niebo o kolorze siarki", tłum. Katarzyna Tubylewicz, Wydawnictw Poznańskie, 2021)
- 2020 – Tritonius
- 2023 – Skymning 41

Twórczość Kjella Westö była tłumaczona na ponad 20 języków obcych.

## Nagrody
Kjell Westö jest laureatem wielu nagród literackich w Szwecji i Finlandii, m.in. szwedzkiej Nagrody Aniary w 2014 (za całokształt), szwedzkiej Wielkiej Nagrody Dziewięciu w 2014 oraz fińskiej Nagrody Finlandia z 2006. Powieść Miraż 38 (Hägring 38, wyd. 2013) otrzymała w 2014 roku Nagrodę Szwedzkiego Radia za Powieść oraz Nagrodę Literacką Rady Nordyckiej. W 2018 r. w Finlandii otrzymał prestiżową nagrodę Tollanderska priset. Siedmiokrotnie otrzymał nagrodę Szwedzkiego Towarzystwa Literackiego w Finlandii (1987, 1990, 1997, 2001, 2007, 2010 och 2014).